# Ledeghem
Ledeghem, en néerlandais Ledegem (Legem en flamand occidental), est une commune néerlandophone de Belgique située en Région flamande dans la province de Flandre-Occidentale.

## Géographie
Ledeghem est composée de trois communes fusionnées : Ledeghem-Centre, Rollegem-Kapelle et Winkel-Saint-Éloi. La plus petite de ces trois sections, Rollegem-Kapelle, se trouve entre les deux autres.

### Carte

Ledeghem, communes fusionnées et voisines. Les zones en jaune représentent les agglomérations.

### Sections de la commune
| # | Section                 | Superf. (km2) | Habitants (2020) | Habitants par km2 | Code INS |
| - | ----------------------- | ------------- | ---------------- | ----------------- | -------- |
| 1 | Ledeghem (I)            | 11,17         | 4 345            | 389               | 36010A   |
| 2 | Rollegem-Kapelle (II)   | 4,87          | 1 305            | 268               | 36010B   |
| 3 | Winkel-Saint-Éloi (III) | 8,79          | 4 036            | 459               | 36010C   |

### Communes limitrophes
- a. Lendelede (commune de Lendelede)
- b. Heule (ville de Courtrai)
- c. Gullegem (commune de Wevelgem)
- d. Moorsele (commune de Wevelgem)
- e. Dadizele (commune de Moorslede)
- f. Moorslede, et village de Slypskapelle (commune de Moorselede)
- g. Rumbeke, et hameau de Beitem (ville de Roulers)
- h. Oekene (ville de Roulers)
- i. Izegem (ville d'Izegem)

## Histoire
La plus ancienne mention du lieu date de 1085 : « Liedengehem », qui signifierait « terre (heem) de la famille Lido ». Le fief portait le nom de Watene. Le village se développa au nord de la Heule. Le territoire au sud resta marécageux pendant plusieurs siècles, uniquement parsemé de quelques fermes.
En 1738, le vicomte de Harelbeke, Frans-Robert Moerman d'Harlebeke, acheta le fief de Ledeghem. Son fils Robert-Jan apporta une contribution financière importante à la reconstruction de la paroisse, qui avait brûlé en 1763. Les armoiries familiales de ces derniers seigneurs de Ledeghem (les titres de noblesse furent abolis à la Révolution française) sont toujours présentes dans le blason de l'actuelle commune fusionnée.
La présence d'une église à Ledeghem est mentionnée en 1149. La paroisse appartenait jusqu'en 1559 à l'évêché de Tournai, puis jusqu'en 1801 à l'évêché d'Ypres, jusqu'en 1834 à celui de Gand, et depuis à l'évêché de Bruges.
Le village demeura principalement rural jusqu'au XXe siècle. Outre des céréales, comme l'avoine, le tabac et le lin étaient également cultivées.
Le 19 octobre 1914, l'armée impériale allemande exécute 18 civils et détruit 34 bâtiments lors des atrocités allemandes commises au début de l'invasion.L'unité mise en cause est le 242e RIR- Régiment d'Infanterie de Réserve- .
On y trouve le Cimitère militaire de Ledeghem (nl).
En 1977, les communes de Rollegem-Kapelle et Winkel-Saint-Éloi furent fusionnées à Ledeghem.

## Héraldique
|  | La commune possède des armoiries qui lui ont été octroyées le 1er février 1947 et modifiées le 5 mars 1985. Les anciennes armoiries montraient une hache mentionnée pour la première fois au conseil dans un rôle d'armes datant de 1783 et encore montrée sur le sceau de la paroisse de 1789. La hache elle-même provient des armoiries de la famille Moerman van Harelbeke, seigneurs de Ledeghem de 1738 à 1793. Les nouvelles armoiries montrent la vieille hache au premier quartier. Les deuxième et troisième quartiers montrent les armoiries de Winkel-Saint-Éloi. Le quatrième trimestre représente Rollegem-Kapelle, qui n'avait pas d'armoiries propres. Le sautoir est pris dans les armoiries de la famille De Visscher. Willem Lodewijk de Visscher, baron de Celles, avait acquis le village au début du XVIIIe siècle et le conservera jusqu'à la fin du XVIIIe siècle. Les armoiries de Winkel-Saint-Éloi lui avaient été octroyées le 31 décembre 1926. Elles étaient une combinaison des armoiries de la famille Van den Clichthove (trois buissons verts), derniers seigneurs de Winkel au XVIIIe siècle. La moitié droite montrait les armoiries des Barons van der Gracht, dont le territoire faisait partie de la commune de Winkel-Saint-Éloi. Blasonnement : Écartelé : 1 : De sable à une hache d'or. 2 : D'argent à un chevron de gueules accompagné de trois merlettes de sable. 3 : D'argent à trois touffes d'herbe de sinople. 4 : De gueules à un sautoir d'or. Source du blasonnement : Heraldy of the World. |

## Démographie

### Évolution démographique: avant la fusion des communes
- Sources : INS, Rem. : 1831 jusqu'en 1970 = recensements, 1976 = nombre d'habitants au 31 décembre[5].

### Évolution démographique: commune fusionnée
- Source : DGS, de 1831 à 1981 = recensements population ; à partir de 1990 = nombre d'habitants chaque 1er janvier[6].